# Teatro Bretón de los Herreros
El teatro Bretón de los Herreros o teatro Bretón es un espacio de exhibición teatral de titularidad municipal (dependiente del Ayuntamiento de Logroño).
Fue inaugurado el 19 de septiembre de 1880 y está situado en el casco antiguo de la ciudad de Logroño, España. 
El modelo que el arquitecto Félix Navarro utilizó para la construcción fue el Teatro Gijón. Este teatro tiene un lugar destacado ya que el 18 de noviembre de 1896 se proyectó la primera cinta cinematográfica de la localidad. Es considerado como uno de los centros de exhibición más importantes del país. 

## El edificio
El teatro consta de dos salas: el Teatro Bretón y el Salón de Columnas.
La sala del Teatro Bretón está dispuesta a la manera italiana, con un total de aforo de 962 butacas repartidas en tres niveles:
- Butaca de patio y sus respectivos palcos: 516 butacas.

- Primer anfiteatro: y sus respectivos palcos 238 butacas.

- Segundo anfiteatro y sus respectivos palcos: 208 butacas.

La sala del Salón de Columnas  dispone de un total de aforo de 250 butacas en un único nivel.

## Historia

### Orígenes
Éstos se remontan al siglo XIX cuando todavía existía en la ciudad de Logroño el Corral de las Comedias, inaugurado en 1604 y construido, como ocurría en numerosas poblaciones dentro del recinto del antiguo Hospital de la Misericordia, para ayudar a los enfermos con las ganancias de sus representaciones. Con esta finalidad benéfica y debido a que el corral estaba muy deteriorado, en el año 1839 el Ayuntamiento proyectó la construcción de un nuevo local destinado a teatro en el antiguo Palacio Episcopal. Desde esta fecha hasta 1879 se suceden diversos proyectos, pero ninguno de ellos se llevó a buen término siempre por cuestiones económicas. Hubo entonces una época en que Logroño se quedó sin local para representaciones, por lo que se habilitó el del Liceo, de propiedad privada, construido en 1868 como local provisional. El Liceo, situado en la calle Ruavieja, se demostró del todo insuficiente para dar cabida a los ciudadanos de la época que tenían una gran afición al teatro, según indica Cesáreo Sáenz Balmaseda:
"... las funciones tenían que repetirse para dar cumplimiento a todos, pues era tan grande la afición al teatro, que se buscaban las localidades, sobre todo las de preferencia, con tres o cuatro días de antelación".  (enlace roto disponible en Internet Archive; véase el historial, la primera versión y la última).

### Construcción
En 1879 el Municipio de Logroño, presidido por D. Diego de Francia, Marqués de San Nicolás, publicó un bando para que fuesen los propios vecinos quienes llevasen a cabo la construcción del teatro, mediante una suscripción de 500 reales cada una y lograr así un coliseo municipal. Sin embargo no se recaudó lo suficiente, aunque entre los aportantes se encontraran personajes tan ilustres como Baldomero Espartero, Sagasta, o el Marqués de Murrieta. 
Se decidió entonces "abrir un concurso para la presentación de proyectos y ceder la obra a quien mejores condiciones reuniese, entregándole como subvención el solar y los seis mil duros de la suscripción obtenida", según consta en las actas municipales. Y así se hizo. Don Félix Navarro, arquitecto de Zaragoza, presentó el último día de plazo, el proyecto de construcción del teatro de Logroño. El alcalde tomó los acuerdos de la compra de unos terrenos y el encargo de la construcción de un teatro al arquitecto Félix Navarro, quien utiliza el Teatro de Gijón como modelo. La ubicación de este teatro después de desechar cinco posibles emplazamientos (el de la Calle Mayor, la Plaza del Mercado, los jardines del Instituto Sagasta y el propio Espolón), entre ellos el de la Calle Mayor, fue la que hoy en día ocupa.
Su inauguración se realizó con la representación de diferentes piezas del escritor Bretón de los Herreros.
La sala en forma de herradura disponía de 700 butacas en tres niveles de palco. Su nombre original fue Teatro Quintana y luego Teatro Principal. En 1902 el Ayuntamiento cambió el nombre del teatro por el del dramaturgo, poeta y periodista español Manuel Bretón de los Herreros.

### Reformas
En 1901 La Caja de Ahorros Municipal compró el teatro haciéndole importantes reformas especialmente en la fachada bajo la dirección de los arquitectos Ignacio Velasco, primero y D. Luis Barrón, después, con modificaciones en la estructura, la cubierta y sobre todo en la fachada, dejándola como prácticamente la conocemos hoy. que se han mantenido hasta hoy. En la modificación se conservaron elementos decorativos ya existentes como los techos, lámparas de cristal y barandajes de los palcos. Se creó un sótano donde se ubica la zona de camerinos, foso de orquesta y escenario.
En 1917 el teatro es adquirido por Daniel Trevijano.
En 1919 se acometen modificaciones estructurales. Posteriormente, en 1951, se realiza una reforma muy importante de la mano del arquitecto D. Gonzalo Cadarso adquiriendo la apariencia anterior a la actual: palcos en forma de herradura en su parte anterior y en su fondo dos anfiteatros, de los cuales el más alto estaba rematado con unas localidades de banco fijo de madera.
Aportaciones importantes en la reconstrucción fueron la creación de un sótano en el que se dispone de un amplio foyer con barra de cafetería, la zona de camerinos considerablemente aumentada, el foso de la orquesta de mayor capacidad y el foso del escenario entre otras. Se trató de mantener al máximo el carácter y decoración de la sala principal respetando elementos ornamentales y decorativos, si bien la estructura del edificio y su distribución fueron de nueva construcción propiciando de esta manera unas mayores dimensiones a expensas de los antepalcos y vestíbulos que existían con anterioridad.
Fue declarado Bien de Interés Cultural en la categoría de Monumento el 25 de agosto de 1983.

### El incendio y la nueva etapa
La noche del 24 de diciembre de 1979 el teatro sufre un espectacular incendio. En 1986 se procede a su reconstrucción para quedar definitivamente rehabilitado en mayo de 1990 cuando se procede a su inauguración oficial con la asistencia de la Reina Sofía. Pasó definitivamente a ser de propiedad municipal.
El último reacondicionamiento del teatro se acometió en los periodos de descanso de programación en los meses de verano de los años 2008, 2009 y 2010, con el propósito de no interferir en la programación habitual del mismo